# 澤田有也佳のアナがパジャマに着替えたら
『澤田有也佳のアナがパジャマに着替えたら』（さわだあやかのアナがパジャマにきがえたら）は、朝日放送ラジオ（ABCラジオ）で2018年10月7日から2020年3月29日まで毎週日曜日の未明（土曜日の深夜）に事前収録で放送していたトーク番組。
澤田有也佳（朝日放送テレビアナウンサー）にとって初めての冠番組で、澤田が所属する同社編成局アナウンス部が制作に関与していた。

## 概要
「澤田が『ゴロー』という猫と暮らしている部屋にゲスト（同僚のアナウンサー）がパジャマ姿でやって来て、お泊まり会の感覚でセキララなノンフィクショントークを繰り広げる」という設定で放送。ゴローは「（大阪市大淀区→北区大淀南に設けていた朝日放送時代の）旧社屋時代から社内や女子アナの事情に詳しい」とのことで、「とこわか吾郎」と称する朝日放送テレビのベテラン局員（制作局長の藤田和弥）が関西弁で声を当てていた。
上記の設定にちなんで、テーマソングには『今夜はパジャマ☆パーティー』（Shiggy Jr.）を採用。エンディングでは、「ゲストが澤田の部屋から帰った後に、浴室のお風呂で湯が沸いた」という設定で、給湯器のリモコンボイス（アラーム音とゴローの声による「お風呂が沸きました」というメッセージ）に続いて『バスルームから愛をこめて』（山下久美子のデビュー曲）を流していた。
朝日放送テレビのアナウンス部が制作する番組でもあるため、女性を中心に、同部所属のアナウンサーから1～2名が交互にゲストで出演。基本として2週分を1回で収録するため、放送上は2週にわたって同じゲストが登場していた。なお、ゲストを迎えない場合にも、同部アナウンサーからのアンケートやリクエストに基づく企画などを実施していた。
twitter上における当番組のハッシュタグは「#アナパジャ」で、公式のアカウントやメールアドレスに寄せられたリスナーからのメッセージも、オープニングやゲストを迎えない回の本編などで随時紹介していた。
ちなみに澤田は、リスナーからのメッセージで「さわでぃ」とも呼ばれていた。また、イラストの描画を得意にしていることから、番組のノベルティ・グッズや公式LINEスタンプ向けに「ゴロー」の絵を披露していた。
2020年3月29日未明（28日深夜）放送分で終了したが、翌週（4月5日未明）以降は『澤田有也佳のこっそりラジオ』が放送枠を引き継ぐとともに、澤田が引き続きパーソナリティを担当する。ただし、『こっそりラジオ』は澤田の単独出演番組として放送するため、「ゴロー」の登場は「猫の飼育を禁止している部屋への引っ越し」という名目で見送られている。

## 放送時間
- 2018年10月7日 -  2019年12月28日 　基本として毎週日曜日（土曜日深夜） 2:30 - 3:00
  - 日本プロ野球シーズン中の土曜日に『ABCフレッシュアップベースボール』として放送するナイトゲーム中継を21:00以降に延長した場合には、21時台以降のレギュラー番組の大半が収録番組であることから、放送枠の完全スライド方式で放送時間を遅らせることがあった。
- 2020年1月5日 - 3月29日　毎週日曜日（土曜日深夜） 3:00 - 3:30
  - 2:30 - 3:00に『大阪あきんどラジオ!』を編成したことに伴って、放送枠を30分繰り下げ。

## コーナー・企画
以下はいずれも、放送の実績があったコーナーや企画。実際には、澤田とゲストによるフリートークが放送の大半を占めることが多かった。
コーナーの変わり目には、澤田や同僚の女性アナウンサーによる艶っぽい声のアナウンスを交えたジングルを放送。澤田以外のアナウンサーが初めて出演する場合には、ジングルの収録に挑んだシーンの音源も流された。ちなみに、最終回では全てのジングルを一斉に放送している。
お風呂で鼻歌リクエスト
澤田がリクエスト曲をお風呂で鼻歌で歌うコーナー。
お悩み相談室
リスナーから悩みに関するメッセージを募集したうえで、その一部に澤田とゲストが答える企画。
お便りを読もう
リスナーから寄せられたメッセージを澤田がまとめて読むコーナーで、ゲストを迎えない回に放送。
ABCアナウンサーに聞く!○○ソング
「○○」に該当するテーマで澤田の同僚アナウンサーから楽曲のリクエストを募ってから、ゲストを迎えない回に一部のリクエスト曲を放送。リクエストを寄せたアナウンサーからのメッセージ（リクエスト曲を選んだ理由やその曲にまつわるエピソード）も澤田が紹介していた。
アナパジャに厳しいダメ出しを下さい
澤田からのリクエスト企画で、同僚のアナウンサーやリスナーから澤田や当番組へ向けられた「ダメ出し」を紹介していた。
以下は、番組開始の時点から公式サイトで公開されていながら、放送に至らなかったコーナー案。
女子アナを見た!
「街中でロケをしていましたよね?」「テレビに出ていましたよね?」といったアナウンサーの目撃情報を募集するコーナー。
件名：女子アナの皆さんへ…
ゲストに聞いてほしい事や言ってほしい事を募集するコーナー。
今夜の猫まんま!
ゴローのご飯を作る料理コーナー。レシピのポイント部分では澤田が躍る。
今週の映え～～～～
ゲストの携帯にあるオフショット画像を元にトークしたり、番組SNSでイイね数を競ったりするコーナー。
私達が決める今週のイケメン!
ゲストが今週、気になったイケメンを紹介・発表してもらうコーナー。
澤田アナのゴローを笑わす話
毎週、ゴローを笑わす話を澤田がし、そのトークにダメ出しをしていくコーナー。

## エピソード
- 番組の立ち上げや制作に澤田の所属部署（朝日放送テレビ編成局アナウンス部）が関与している関係で、番組の終了が発表された2020年3月15日未明放送分では、橋詰優子を「最初の大家さん」、小寺右子（いずれも澤田の先輩アナウンサー）を「今の大家さん」と称していた。アナウンサー兼担当部長として番組の立ち上げに尽力した柴田博については、橋詰・小寺と違って出演の機会こそなかったものの、収録の現場を見学するたびに澤田がそのことに言及していた。
- ゲストの大半は女性アナウンサーで、登場の機会が最も多かったアナウンサーは津田理帆（通算7回）。放送期間中に産前産後休暇を取得した喜多ゆかり・乾麻梨子も、休暇へ入る前の収録でゲストに迎えていたが、八塚彩美だけには出演の機会がなかった（理由は不明）。男性のアナウンサーからは、上田剛彦・浦川泰幸および、澤田の同期に当たる小西陸斗が出演。浦川と小西[注 1]が出演時にジングルを吹き込んでいたほか、出演しないアナウンサーも、アナウンス部内のアンケートに基づく企画（「ABCアナウンサーに聞く!○○ソング」など）に協力していた。
- 「澤田有也佳のアナが…」というタイトルは澤田が出演する他の番組でも使われており、『DANRO presents 澤田有也佳のアナが"ひとり"を極めたら』[5]、『武田和歌子と澤田有也佳のアナが音楽番組を作ったら』（第101回全国高等学校野球選手権大会の中継が中止の際の雨傘番組）[6]などがある。